# グスターフ・ラムステッド
グスターフ・ヨーン・ラムステッド（フィンランド語: Gustaf John Ramstedt, 1873年10月22日 - 1950年11月25日）は、フィンランドの東洋語学者で、アルタイ比較言語学の権威。また、フィンランドの初代駐日公使を務めた。エスペランティストでもある。

## 人物・来歴
幼少時から種々の言語に関心を覚え、大学卒業後は、語学の教師をしていたが、学問上の労作は、チェレミス語の実地踏査の結果を発表に始まる。モンゴル、東トルキスタン、アフガニスタン国境地帯の学術探検隊に参加。1891年にはエスペラントを学ぶ。
1920年2月12日、ラムステッドはフィンランド初代公使として東京に着任した。なお中国とシャム（現タイ）の公使も兼任した。当時彼はヘルシンキ大学教授であった。日本滞在中は外交官としての活動のかたわら、言語学者としても研究を行い、白鳥庫吉の紹介により東京帝国大学で招待講師として教壇に立っている。このときの受講者の一人に柳田國男がいた。ラムステッドは自らの研究を元に、日本語のアルタイ諸語起源説を唱えた。ラムステッドに影響を受けた研究者には柳田國男のほか、言語学の新村出、金田一京助、朝鮮研究の小倉進平（1882～1944）、イスラーム及びトルコ学者の内藤智秀等がいる。 このように、文化学術面にも影響を与えたラムステッドは、1929年まで日本に滞在した。
帰国後は1941年までヘルシンキ大学の教授を務め、さらに1944年まで客員教授として教壇に立った。また、エスペラントの普及にも尽力し、フィンランドのエスペラント協会会長を務めた。
その学統を継ぐ学者としては、ニコラス・ポッペ、マルッティ・レセネンらがある。

## 日本との関係
- 1937年からヘルシンキ大学で日本語講座を開講している。これがフィンランドでの日本語教育の始まりであった。フィンランドが誇る学者であり、初の駐日大使である彼によって始められたため、フィンランドにおいて「日本語教育は、小規模ながら名誉ある歴史を有している」と認識されている。[1]現在も、ヘルシンキ大学は、フィンランド国内において日本語専攻が存在する唯一の高等教育機関である。
- 日本公使に着任した1920年に日本エスペラント学会の幹部の訪問を受けて以来、日本で多くのエスペランティストと交流している。
- また、1926年12月に行った講演には、宮沢賢治が聴衆として参加していた。賢治はラムステッドの講演内容に感銘を受け、講演後に会話を交わし、後に自著（『春と修羅』『注文の多い料理店』）を贈呈している[2]。また、「著述にはエスペラントが一番」とラムステッドに言われたのを受けて、賢治はエスペラントを勉強し、自作の詩や俳句の翻訳を試みた。

## 著書（訳書）
- 『フィンランド初代公使滞日見聞録』（坂井玲子訳、日本フィンランド協会、1987年）
- 『七回の東方旅行』（荒牧和子訳、中央公論社、1992年）